# Begraafplaats van Annezin
Begraafplaats van Annezin is een gemeentelijke begraafplaats, gelegen in de Franse gemeente Annezin (Pas-de-Calais). Ze ligt aan de Rue du Cimetière op 260 m ten westen van het centrum van Annezin (Église Saint-Martin). De begraafplaats heeft een onregelmatige vorm en wordt omgeven door een wand met betonplaten en een haag. Naast het perk met de Britse oorlogsgraven staat een gedenkteken met de namen van de gesneuvelde Franse soldaten uit de Eerste Wereldoorlog en een massief wit stenen kruis.

## Britse oorlogsgraven
Aan de noordelijke rand van de begraafplaats ligt een perk met 17 Britse oorlogsgraven. Twaalf ervan dateren uit de Eerste Wereldoorlog en vijf uit de Tweede Wereldoorlog waarvan er vier sneuvelden in de eerste oorlogsmaand.
De graven worden onderhouden door de Commonwealth War Graves Commission.